# Wyrwani z niewoli
WYRWANI Z NIEWOLI – polski zespół nurtu muzyki chrześcijańskiej – chrześcijański hip-hop. Projekt muzyczny tworzą Jacek „Heres” Zajkowski z Piotrem Zalewskim, którzy w 2016 wydali album pt. "Heres". Zespół wystąpił w wielu miejscowościach na terenie całej Polski m.in. Festiwalu Chrześcijańskie Granie w Warszawie.

## Historia
Przed powstaniem projektu „WYRWANI Z NIEWOLI”  Jacek Zajkowski wydał dwa albumy: "Kamienie wołać będą" oraz "Prawda nas wyzwoli", za który otrzymał nagrodę Feniks. Piotr Zalewski w 2014 ukończył książkę „Wyrwani z niewoli”, a od jej tytułu pochodzi nazwa zespołu.